# 小毛萼獐牙菜
小毛萼獐牙菜（学名：Swertia hispidicalyx var. minima）为龙胆科獐牙菜属下的一个变种。

## 扩展阅读
- 維基物種上的相關：小毛萼獐牙菜